# Bathgate
Bathgate es una ciudad situada en West Lothian, Escocia, en la autopista M8, 8 kilómetros al oeste de Livingston. Las poblaciones cercanas son Blackburn, Armadale, Whitburn, Livingston y Linlithgow. El aeropuerto de Edimburgo se encuentra a 21 kilómetros de distancia. Cerca, a 3 kilómetros en dirección sur, está el entierro neolítico de Cairnpapple Hill. Se considera que la zona ya estuvo habitada hacia el 3500 a. C.

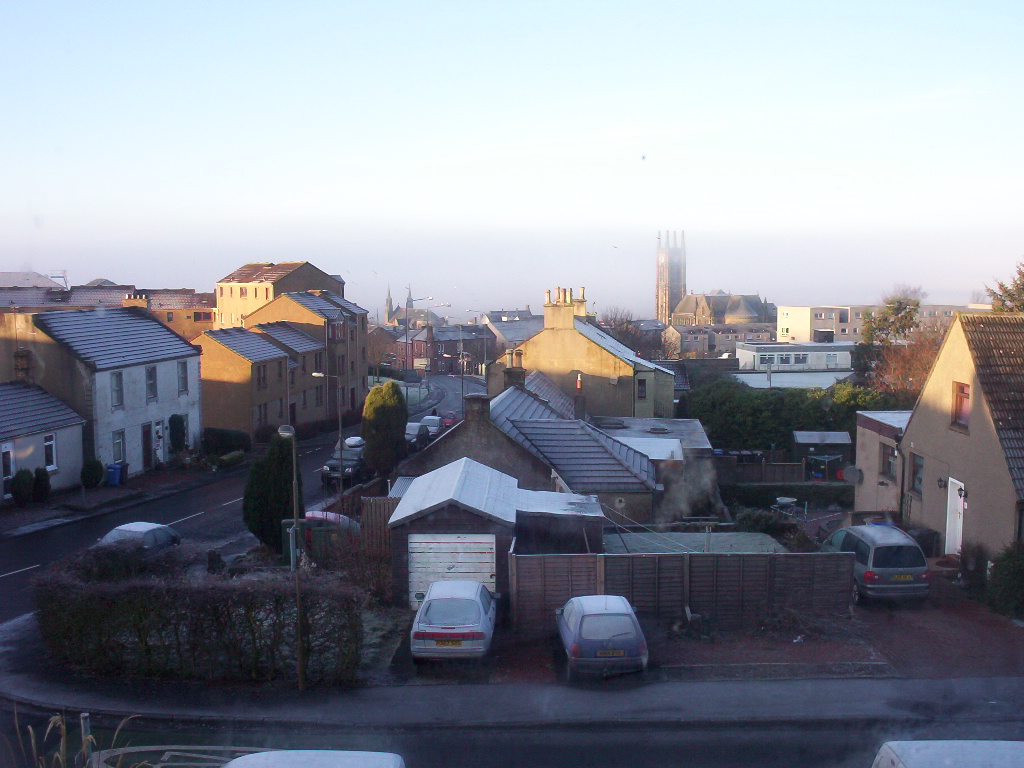
Fotografía de Bathgate, en las Navidades de 2005